# Station Goleniów
Station Goleniów is een spoorwegstation in de Poolse plaats Goleniów.